# Mordellistena apicerufa
Mordellistena apicerufa es una especie de coleóptero de la familia Mordellidae.

## Distribución geográfica
Habita en  Hungría.